# سیج بروکلبانک
سیج بروکلبانک (انگلیسی: Sage Brocklebank؛ زادهٔ ۱۴ ژانویهٔ ۱۹۷۸) یک هنرپیشه اهل کانادا است. 
از فیلم‌ها یا برنامه‌های تلویزیونی که وی در آن نقش داشته است می‌توان به ادیسون اشاره کرد.